# جاستین چنگ
جاستین چنگ (انگلیسی: Justin Chang؛ زادهٔ ۳ ژانویهٔ ۱۹۸۳) روزنامه‌نگار و منتقد فیلم آمریکایی است که برای لس آنجلس تایمز و ورایتی می‌نویسد. او همچنین در برنامه‌های رادیو ان‌پی‌آر حاضر شده و برررسی فیلم‌ها می‌پردازد. او از سران جامعه ملی منتقدان فیلم و انجمن منتقدان فیلم لس آنجلس است.